# Moscow, Tennessee
Moscow [ˈmɒskoʊ] är en ort i Fayette County i Tennessee. Vid 2010 års folkräkning hade Moscow 556 invånare.